# Challenger de Las Vegas 2024
El torneo Las Vegas Challenger 2024 fue un torneo de tenis perteneció al ATP Challenger Tour 2024 en la categoría Challenger 75. Se trató de la 8ª edición; el torneo tuvo lugar en la ciudad de Las Vegas (Estados Unidos), desde el 9 hasta el 15 de septiembre de 2024 sobre pista dura al aire libre.

## Jugadores participantes del cuadro de individuales
| Preclasificado | País                      | Jugador             | Rank1 | Posición en el torneo    |
| 1              | Bandera de Estados Unidos | Patrick Kypson      | 166   | Primera ronda            |
| 2              | Bandera de Estados Unidos | Denis Kudla         | 189   | Cuartos de final         |
| 3              | Bandera de Estados Unidos | Learner Tien        | 191   | CAMPEÓN                  |
| 4              | Bandera de Estados Unidos | Brandon Holt        | 208   | Primera ronda            |
| 5              | Bandera de Jordania       | Abdullah Shelbayh   | 215   | Semifinales              |
| 6              | Bandera de Estados Unidos | Tristan Boyer       | 230   | FINAL                    |
| 7              | Bandera de Australia      | Bernard Tomic       | 235   | Cuartos de final, retiro |
| 8              | Bandera de Argentina      | Juan Pablo Ficovich | 281   | Segunda ronda            |

- 1 Se ha tomado en cuenta el ranking del 26 de agosto de 2024.

### Otros participantes
Los siguientes jugadores recibieron una invitación (wild card), por lo tanto ingresan directamente al cuadro principal (WC):
- Kaylan Bigun
- Colton Smith
- James Tracy

Los siguientes jugadores ingresan al cuadro principal tras disputar el cuadro clasificatorio (Q):
- Collin Altamirano
- Trey Hilderbrand
- Omni Kumar
- Patrick Maloney
- Alex Rybakov
- Quinn Vandecasteele

## Campeones

### Individual Masculino
- Learner Tien derrotó en la final a  Tristan Boyer por 7–5, 1–6, 6–3

### Dobles Masculino
- Trey Hilderbrand /  Alex Lawson derrotaron en la final a  Tristan Boyer /  Tennyson Whiting por 6–7(9), 7–5, [10–8]